# Rita Kieber-Beck

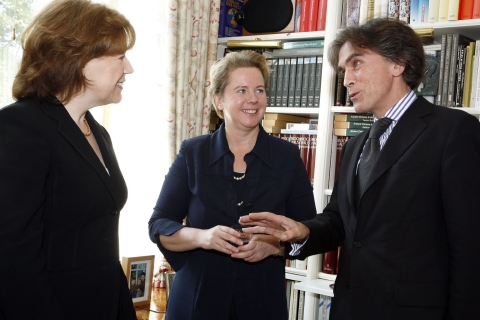
Kieber-Beck (links) mit Prinzessin Maria-Pia Kothbauer und Emil Brix (2006)

Rita Kieber-Beck (* 27. Dezember 1958 in Nenzing) ist eine Liechtensteiner Politikerin.  Kieber-Beck gehört der Fortschrittlichen Bürgerpartei in Liechtenstein (FBP) an und ist Präsidiumsmitglied ihrer Partei. Von 2001 bis 2005 war sie stellvertretende Regierungschefin ihres Landes mit den Ressorts Justiz, Bildungswesen, Verkehr und Kommunikation. Vom 21. April 2005 bis 25. März 2009 war sie Regierungsrätin für Äusseres, Kultur, Familie und Chancengleichheit. Kieber-Beck ist ausgebildete Sekundarschullehrerin und Juristin.

## Auszeichnungen
- 2004: Grosses Goldenes Ehrenzeichen am Bande für Verdienste um die Republik Österreich[1]